# Liste d'écrivains canadiens de fantastique
La liste d'écrivains canadiens de fantastique regroupe et présente les différents auteurs de la littérature fantastique au Canada.

## Classification par siècles
Le classement dans telle ou telle section se fait en fonction des années les plus « productives » sur le plan littéraire des personnalités.

### XIXesiècle
- Philippe Aubert de Gaspé (1786-1871)
- Philippe Aubert de Gaspé, fils (1814-1841), fils du précédent
- Robert Barr (romancier) (1849-1912)
- Honoré Beaugrand (1848-1906)
- Louis-Honoré Fréchette (1839-1908)
- Pamphile Le May (1837-1918)
- Joseph-Charles Taché (1820-1894)

### XXesiècle
- Robert Barr (romancier) (1849-1912)
- Évelyne Bernard (1948-…)
- André Carpentier (1947-…)
- Joël Champetier (1957-2015)
- Martin Charbonneau (1972-…)
- Paul Ohl (1940-…)
- Patrick Senécal (1967-…)
- Michel Tremblay (1942-…)

### XXIesiècle
- André Carpentier (1947-…)
- Joël Champetier (1957-2015)
- Martin Charbonneau (1972-…)
- Benjamin Faucon (1983-…)
- Ariane Gélinas (1984-…)
- Paul Ohl (1940-…)
- Michelle Rowen (1971-…)
- Patrick Senécal (1967-…)
- Michel Tremblay (1942-…)

## Classification par lieux

### Écrivains québécois
- Philippe Aubert de Gaspé (1786-1871)
- Philippe Aubert de Gaspé, fils (1814-1841), fils du précédent
- Honoré Beaugrand (1848-1906)
- Évelyne Bernard (1948-…)
- André Carpentier (1947-…)
- Joël Champetier (1957-2015)
- Martin Charbonneau (1972-…)
- Louis-Honoré Fréchette (1839-1908)
- Ariane Gélinas (1984-…)
- Pamphile Le May (1837-1918)
- Paul Ohl (1940-…)
- Patrick Senécal (1967-…)
- Joseph-Charles Taché (1820-1894)
- Michel Tremblay (1942-…)

### Autres écrivains
- Robert Barr (romancier) (1849-1912)
- Benjamin Faucon (1983-…)
- Michelle Rowen (1971-…)